# John Henry Russell mlajši
John Henry Russell mlajši, ameriški general marincev, diplomat in novinar, * 14. november 1872, Mare Island, Kalifornija, ZDA, † 6. marec 1947, Coronado, Kalifornija. 

## Življenjepis
Maja 1888 ga je predsednik ZDA Grover Cleveland določil za Pomorsko akademijo. Končal jo je junija 1892 in po dvoletnem služenju na morju, je bil 1. julija 1894 premeščen v Korpus mornariške pehote Združenih držav Amerike kot poročnik.
Sprva je bil razporejen v School of Application for Officers v marinski vojašnici Washington, D.C., ki jo je končal 1895. Naslednje leto je ostal na šoli, kjer je vodil tečaj za podčastnike.
1896 je bil premeščen na krov USS Massachusetts, kjer je služil do špansko-ameriške vojne. Nato je bil premeščen na Guam in nato v School of Application, kjer je postal poveljnik (Washington, D.C.). Nato je od septembra 1902 do marca 1904 bil poveljnik marinskega odreda na USS Oregon. Premeščen je bil v Annapolis (Maryland), kjer je postal poveljnik šole za mlajše častnike. 1906 je bil premeščen v marinsko vojašnico, pomorska postojanka, Honolulu (Havaji). Nato je bil poslan v Camp Elliot (Panama), kjer je poveljeval marinskemu kontingentu. 
Septembra 1908 je bil premeščen na Naval War College (Newport, Rhode Island), kjer je bil profesor do 1910. 
Od 14. novembra 1910 do 30. aprila 1913 je bil poveljnik marinskega odreda na Kitajskem, kjer so nadzorovali prehod iz imperija v republiko.
Nato se je vrnil v ZDA, kjer je bil nameščen v Pisarni za pomorsko obveščevalno dejavnost, Oddelek za mornarico ZDA, kjer je služil do 1917; v tem času je bil med 30. aprilom in 5. decembra 1914 poveljnik 2. bataljona 3. marinskega polka v Vera Cruzu (Mehika) in podrejen Kopenski vojski ZDA.
V začetku marca 1917 je postal poveljnik 3. marinskega polka, ki je bil nameščen v Santo Domingo City (Dominikanska republika); kmalu je prevzel poveljstvo 4. marinskega polka v Santiago de los Caballeros. Tu je ostal do oktobra 1917, ko je bil premeščen na Haiti, kjer je prevzel poveljstvo marinske brigade. Tu je ostal do 7. decembra 1918. 
Russel je od vstopa ZDA v prvo svetovno vojno nenehno prosil za premestitev na evropsko bojišče; njegovi prošnji je bilo končno ugodeno, a je bilo prej razglašeno premirje.
Premeščen je bil v Washington, kjer je postal načelnik Načrtovalne sekcije pri HQMC; tu je ostal do septembra 1919, ko je bil spet poslan na Haiti, kjer je prevzel poveljstvo 1. marinske brigade. Februarja 1922 je bil imenovan za ameriškega visokega komisarja v Haitiju (s položajem izrednega veleposlanika); ta položaj je zasedel do novembra 1930.
Ko se je vrnil v ZDA, je prevzel poveljstvo MCB San Diego (Kalifornija); decembra 1931 je prevzel poveljstvo marinske vojašnice Quantico (Virginija). Februarja 1933 je postal pomočnik komandanta; to je opravljal do 1. marca 1934, ko je postal komandant Korpusa mornariške pehote Združenih držav Amerike; ta položaj je zasedal do upokojitve 1. decembra 1936.
V času njegovega mandata je odpravil star sistem napredovanja z novim, ki je temeljil na selekciji, umaknil je 1. marinsko brigado s Haitija, povečal je pomembnost Fleet Marine Force, izboljšal rezervno korpusa in povečal število ladij, kjer so bili nameščeni marinci.
Po upokojitvi je deloval kot vojaški poročevalec. Umrl je 6. marca 1947 v Coronadu (Kalifornija). Pokopan je na pokopailšču Arlington.

## Odlikovanja
- Distinguished Service Medal;
- mornariški križec,
- Haitian Medaille Militaire;
- Sampson Medal;
- Spanish Campaign Medal;
- Expeditionary Medal s ploščico West Indies;
- Haitian Campaign Medal.

## Napredovanja
- 1. julij 1894 - poročnik
- 10. avgust 1898 - nadporočnik
- 3. marec 1899 - stotnik
- 6. junij 1906 - major
- 29. avgust 1916 - podpolkovnik
- 26. marec 1917 - polkovnik
- 1. januar 1922 - brigadni general
- 1. september 1933 - generalmajor